# 聂廷璧
聂廷璧（1531年—1612年），字祖雍，號崇野，江西撫州府金溪县人，明朝政治人物。进士出身。与聂良杞、聂文麟，合称聂氏三俊。

## 生平
嘉靖三十四年（1555年）乙卯科江西乡试二十七名，四十四年（1565年）登乙丑科会试十八名，廷试三甲五十三名进士。吏部观政，本年（1565年）六月接替周寀任华亭县知县一职，隆慶二年六月（1568年）由郑岳接任。降职为開州判官，七月升江阴知县，三年四月升南京吏部主事，四年十二月调礼部，五月十一月升儀制司员外郎，六年（1572年）七月升颍州兵备河南佥事，万历四年（1576年）九月升參議，五年正月避改福建，七年八月升副使，八年闰四月裁革，丁忧。十一年（1583年）八月復除山东霸州兵备副使，十三年正月告南候补。卒于万历四十年，寿八十有二。赐进士第兵部尚书太子太保门生張鶴鳴铭墓。

## 家族
曾祖聶稑，壽官。祖聶曼，南国子监助教。父聶柬，累封礼部员外郎。母李氏，累封宜人。弟廷金（庠生）、廷玉（太医院吏目）、廷鑾（监生）。